# 2-metoksietanol
2-metoksietanol (tudi metilglikol) je organska spojina. Uporablja se kot topilo za barve, lake in smole. Je bistra brezbarvna tekočina, ki ima blag vonj in je brez barve. Topnost v vodi ima 100 % (pri 20 °C). Topen je v polarnih topilih. 
V nevarnih okoliščinah lahko pride do destilacije do suhega, pri previsokih temperaturah pri odprtem ognju lahko pride do vžiga. Nevarni produkt pri gorenju je ogljikov monoksid in dioksid. 

## Ugotovitve o nevarnih lastnostih:
Napotki za nevarnost
Za človeka je zdravju škodljivo pri vdihavanju, v stiku s kožo in pri zaužitju. Lahko škoduje plodnosti. Lahko škoduje nerojenemu otroku.
Vdihovanje
Lahko povzroči draženje dihalnih poti, neugodje v nosni votlini in kašljanje; višje koncentracije povzročijo močnejše draženje, glavobol, bruhanje, slabost, zaspanost, drhtenje in omotičnost.
Stik s kožo
Pri dolgotrajnejšem ali obsežnejšem stiku lahko povzroči absorbcijo potencialno nevarnih količin snovi. Simptomi so podobni kot pri zaužitju.
Stik z očmi
Draženje je izraženo kot nelagodje, bolečina, povečano mežikanje in solzenje ter rdečica. Lahko pride do poškodbe roženice.
Zaužitje
Lahko povzroči glavobol, slabost, bruhanje, omotičnost in oslabelost. Pri zaužitju večjih količin lahko pride do poškodbe ledvic. 
Nevarnosti za okolje
Izlitje.
Splošne nevarnosti
Vnetljivo.

## Ukrepi za prvo pomoč:
Vdihavanje
Ponesrečenca je treba prenesti na svež zrak mu nuditi umetno dihanje ter poklicati zdravnika. 
Zaužitje
Piti čim več vode, izzvati bruhanje ter poklicati zdravnika. Za naknadne/zapoznele učinke informacije niso na voljo.     
Stik s kožo in očmi
Odstraniti vir kontaminacije ter spirati z vodo, tudi z milom. Oči spiramo samo z vodo vsaj 15 minut, ter odstranimo kontaktne leče, če jih ponesrečenec nosi. Če se vzdraženost nadaljuje, je treba poklicati zdravnika.
Oprema za prvo pomoč
Tekočina za izpiranje oči in varnostna prha.
Dodatne informacije
Zdravnika seznaniti z vzrokom poškodbe. Ni specifičnega protistrupa za metilglikol.

## Ukrepi ob požaru:
Posebne nevarnosti
Z razpršenim vodnim curkom hladiti negoreče embalažne enote. Neprimerno sredstvo je vodni curek.
Primerna sredstva za gašenje
CO2, prah za manjše požare, vodna prha ali alkoholno obstojna pena za večje požare.
Posebna zaščitna oprema za gasilce
Uporablja se zaščitna obleka in zaščitna maska z lastnim dotokom zraka.

## Ukrepi ob nezgodnih izpustih
Previdnostni ukrepi, ki se nanašajo na ljudi
Osebni ukrepi in zaščita ne smemo vdihavati hlapov, odstraniti je treba vire toplote ali vžiga in nositi zaščitno obleko.
Ekološki zaščitni ukrepi
Pri zaščiti okolja je treba zajeziti razlitje z zemljo, peskom ali žaganjem. Pri čiščenju ob manjših razlitjih ali razsutjih je treba sprati z večjo količino vode. Pri čiščenju ob večjih razlitjih ali razsutjih je treba prečrpati v primerno označene kontejnerje in odložiti ali uničiti v skladu z veljavno zakonodajo ter obvestiti ustrezne službe.

## Ravnanje z nevarno snovjo/pripravkom in skladiščenje
Ravnanje
Zaščitna sredstva in s tem preprečiti stik s kožo in očmi. Ne smemo zaužiti ali vdihavati hlapov. Po rokovanju se moramo dobro umiti. 
Skladiščenje
V hladnem in dobro prezračenem prostoru v kovinskih sodih. 
Samovžig
Nenaden izpust hlapov vročih organskih kemikalij iz procesne opreme, ki deluje pri povišani temperaturi in pritisku ali vdor zraka v vročo opremo pod znižanim pritiskom, lahko povzroči vžig brez prisotnosti vira vžiga.

## Fizikalne in kemijske lastnosti
Je bistra tekočina, brez barve in ima blag vonj. Molekulska masa je 76,09 g/mol, gostota je 0,96 g/cm3 (pri 20 °C), tališče ima pri - 85 °C, vrelišče ima pri 124,5 °C (pri 101,31 kPa). Topnost v vodi ima 100 % (pri 20 °C). Topen je v polarnih topilih. Plamenišče ima - 39,4 °C (ASTM D 56) - 43,4 °C (ASTM D 1310), vnetišče ima pri 310 °C. Relativna gostota hlapov je 2,6 (zrak=1), stopnja izhlapevanja je 0,6 (butil acetat = 1), eksplozijska meja je - spodnja 1,8 % V/V - zgornja 14 % V/V.

## Obstojnost in reaktivnost
Stabilnost
Je stabilen pod normalnimi pogoji rokovanja in uporabe. 
Nevarne okoliščine
Destilacija do suhega, previsoke temperature, viri vžiga kot so odprt ogenj, iskre. 
Nevarni materiali
Močne alkalije, kisline, močni oksidanti. 
Nevarni produkti
Pri gorenju nastajata ogljikov monoksid in dioksid. 
Polimerizacija
Do polimerizacije ne pride.

## Toksikološki podatki
Strupenost
- oralno:  LD50 = 2,67-3,66 ml/kg (podgana, samci), LD50 = 2,03-2,78 ml/kg (podgana, samice)
- dermalno: LD50 = 0,589-1,70 ml/kg (zajec, 24 urni stik)
- inhalacija: podgane, dinamično razvijanje nasičenih par: po 3 urah izpostavitve poginilo 0/5 samci in 0/5 samice, po 6 urah 3/5 samci  in 5/5 samice.

Draženje kože
Snov lahko malo draži oči (zajec, 0,1 ml), pri čemer ni poškodb roženice. 
Kancerogenost
Kemikalija ni razvrščena kot kancerogena. 
Mutagenost
Kemikalija ni razvrščena kot mutagena. 

## Ekotoksikološki podatki
Je mobilen. Biološka razgradljivost je BOD = 88 (20 dnevni test), ThOD = 1,68 mg/mg (izračunan) in 1,64 mg/mg (izmerjen). Biološka akumulacija je Log P Oct/voda = -0,77 (izmerjen).
Akutna strupenost pri ribah je LC50 (96 ur) > 5400 mg/l (debeloglavi pezdirk), vodni nevretenčarji LC50 (48 ur) > 10000 mg/l (Daphnia magna), bakterije  IC50 > 10000 mg/l. 

## Odstranjevanje
Snov je treba sežgati v za to opremljenih pečeh, v skladu z veljavno zakonodajo. V vodni raztopini pri nizkih koncentracijah je snov možno biorazgraditi v objektih opremljenih za biorazgradnjo.